# John Douglas (arquitecto)
John Douglas (11 de abril de 1830- 23 de mayo de 1911) fue un arquitecto inglés que diseñó alrededor de 500 edificios en Cheshire, North Wales, y en el noroeste de Inglaterra, en particular en la finca de Eaton Hall. Estudió en Lancaster y desarrolló su carrera en su estudio en Chester. Inicialmente, ejerció por su cuenta, pero a partir de 1884 y hasta dos años antes de su muerte trabajó en colaboración con dos de sus antiguos ayudantes.
Las obras de Douglas incluyen tanto iglesias de nueva planta, como renovaciones de iglesias existentes -en el ámbito de la llamada restauración victoriana-, así como su amueblamiento. También se dedicó a otra clase de construcciones: casas nuevas y reformadas, comercios, bancos, oficinas, escuelas y otros edificios públicos. Su estilo arquitectónico era ecléctico. Douglas trabajó durante el periodo del revival de la arquitectura gótica, y muchos de sus trabajos incorporan elementos del estilo gótico. Fue influenciado por estilos arquitectónicos europeos, e incluyó elementos de la arquitectura de Francia, Alemania y Holanda. Sin embargo, es recordado por su incorporación de los elementos vernaculares en sus edificios, en particular el entramado de madera, influenciado por el revival de la arquitectura en blanco y negro en Chester. Otros elementos vernaculares incorporados fueron el uso del ladrillo decorativo formando mosaicos y en el diseño de altas chimeneas. En particular, Douglas es reconocido por el uso de las ensambladuras  y por el elaborado tallado de la madera.
A lo largo de su carrera, recibió encargos de industriales y terratenientes adinerados, especialmente de la familia del Duque de Westminster de Eaton Hall. La mayoría de sus trabajos han sobrevivido, particularmente sus iglesias. La ciudad de Chester contiene un buen número de sus obras, de las que las más admiradas son sus edificaciones en blanco y negro y el Eastgate Clock. La mayor concentración de sus obras se encuentra en la finca de Eaton Hall y en las villas que la rodean tales como Eccleston, Aldford y Pulford, en Cheshire.

## Biografía

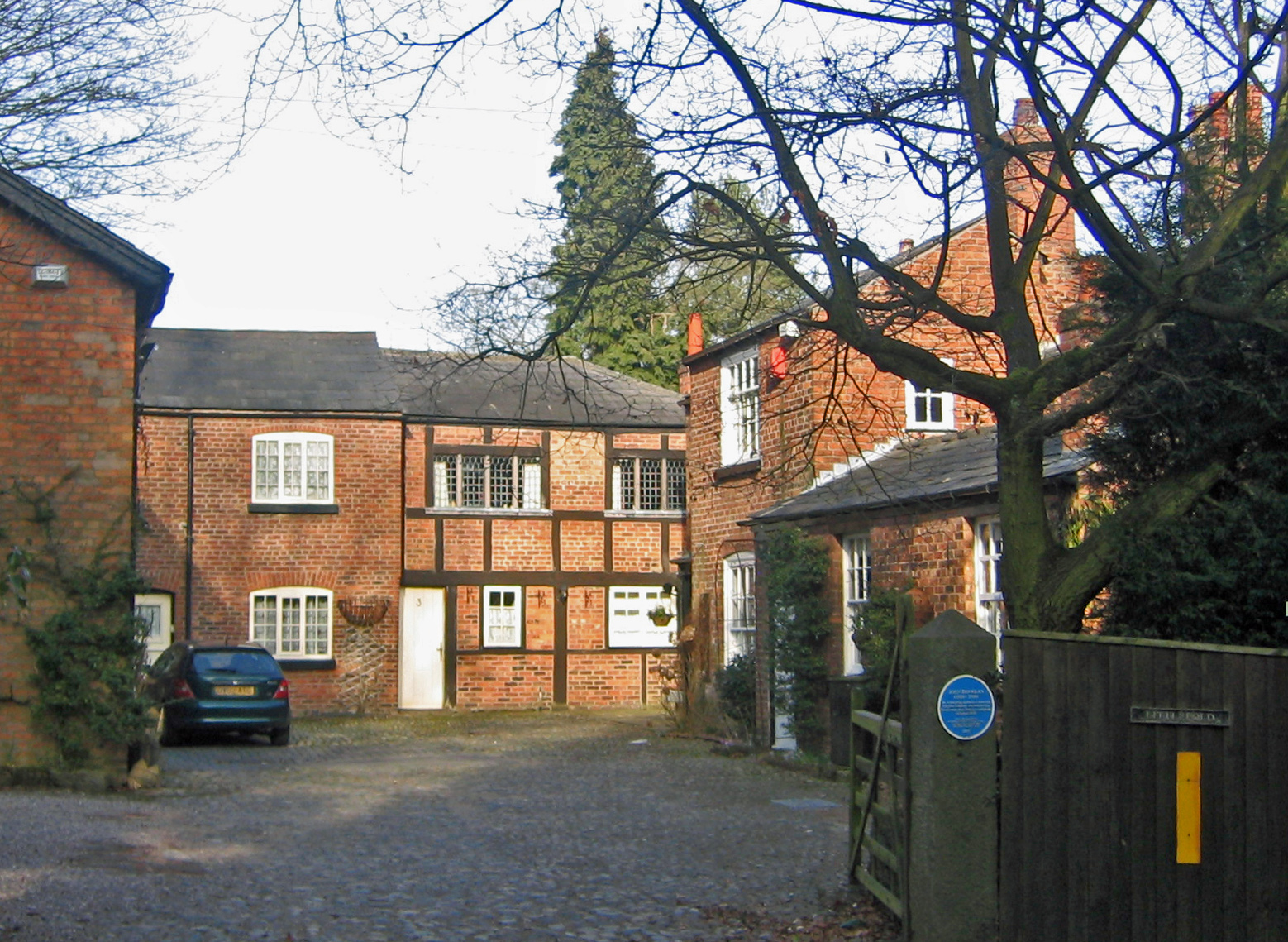
Park Cottage, Sandiway, el lugar de nacimiento de John Douglas

John Douglas nació en Park Cottage, Sandiway, Cheshire, el 11 de abril de 1830 y fue bautizado el 16 de mayo de 1830 en la Iglesia de St Mary en Weaverham.
Fue el segundo de cuatro niños, y el único varón, de John Douglas y de su esposa Mary née Swindley (1792–1863). Su padre había nacido en Northampton alrededor de 1798–1800 y su madre en Aldford, una villa en Eaton en Cheshire;
Se desconoce su educación formal. Obtuvo conocimiento y experiencia del taller de su padre, al lado de su casa paterna. A mediados y a finales de 1840, fue aprendiz de Edward Graham Paley de la firma de arquitectos de Sharpe and Paley de Lancaster. Cuando  finalizó su periodo de aprendizaje, Douglas se convirtió en jefe de ayudantes de arquitectos para la firma. A principios de 1860, se estableció en su propia firma en una oficina en Abbey Square, en Chester.

### Estilos

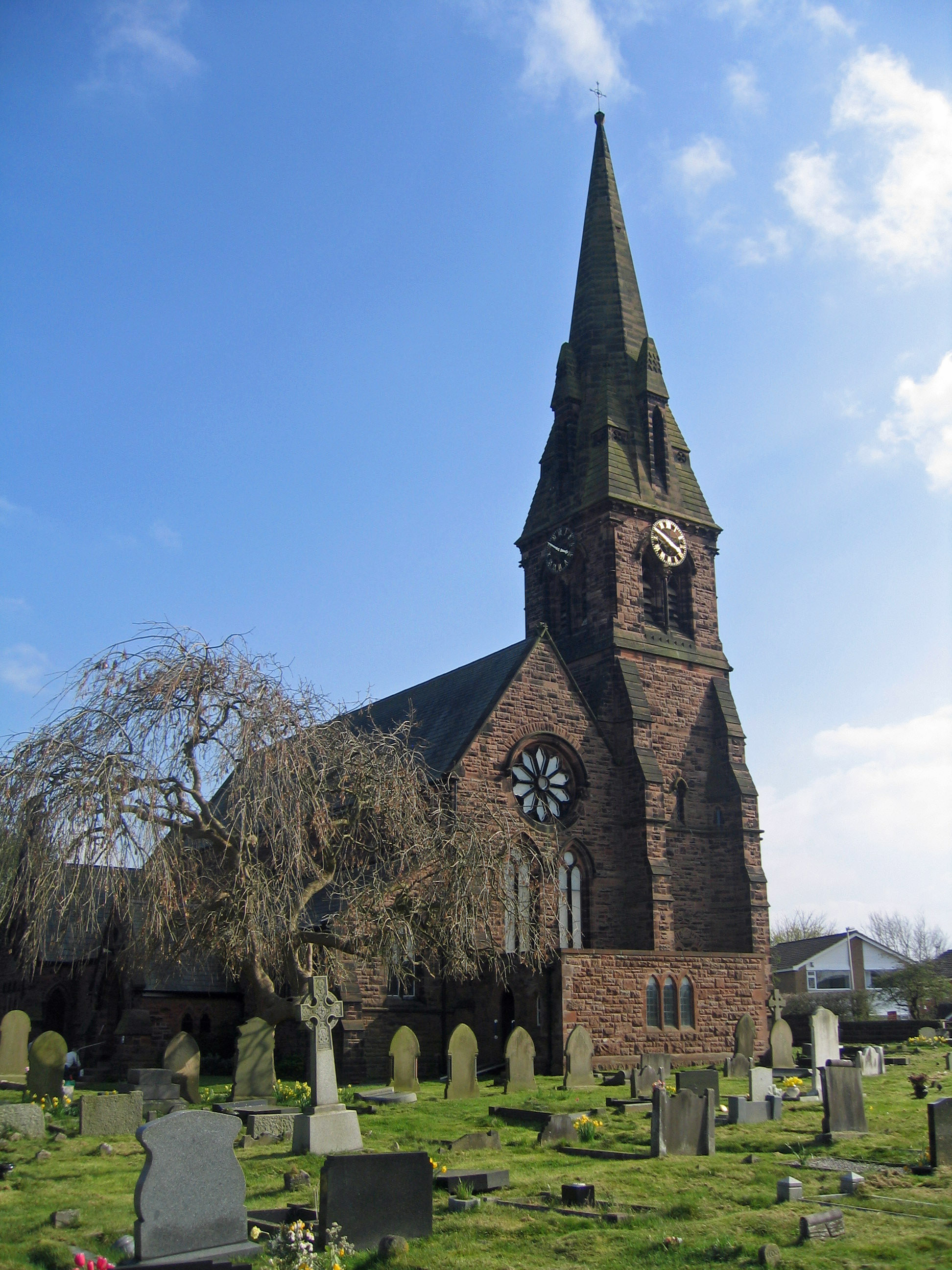
Iglesia Evangelista de St John en Winsford

Aunque la firma en donde Douglas recibió su formación estaba en una ciudad de provincias en el norte de Inglaterra, fue en este lugar de Inglaterra donde se dio con más fuerza el revival del estilo gótico en la arquitectura. Fue una reacción contra el estilo de la arquitectura neoclásica, que había sido popular en el siglo XVIII y a principios del siglo XIX, e incorporaba rasgos de la arquitectura gótica de la Edad Media.
Tanto Edmund Sharpe como E. G. Paley habían sido influenciados por la Cambridge Camden Society y más específicamente por A. W. N Pugin que creía que «El estilo gótico era la única manera correcta y cristiana de construir». Sharpe había sido también influenciado por Thomas Rickman, y había escrito artículos sobre el medievo. Paley había sido influenciado por su hermano, Frederick Apthorp Paley, un entusiasta de la arquitectura gótica, y también por Rickman.
Durante el tiempo en que Douglas estuvo trabajando en Lancaster, la firma fue la responsable de construir y restaurar las iglesias en estilo gótico, una de las cuales fue la Iglesia de St Wilfrid en la aldea de Davenham, en Chesire, a unos 3 kilómetros de Sandiway. La primera iglesia de Douglas fue la Iglesia Evangelista de St John en Over, Winsford, totalmente en estilo gótico.